# Glenwood (Arkansas)
Glenwood ist eine City auf dem Gebiet der Counties Pike und Montgomery im US-amerikanischen Bundesstaat Arkansas. 2020 hatte der Ort 2068 Einwohner, die auf einer Fläche von mehr als 15 Quadratkilometern wohnten.
Die Stadt ist Teil der sozioökonomischen Region Ark-La-Tex, die benachbarte und nahegelegene Orte der Bundesstaaten Arkansas, Louisiana, Oklahoma und Texas umfasst.

## Geschichte
Die Ursprünge der Stadt gehen maximal bis ins 19. Jahrhundert zurück, aus dieser Zeit ist beispielsweise noch das Gurdon and Fort Smith Railroad-Gebäude vorhanden. Die Konstruktion dieser Bahnstrecke begann 1905. Offiziell gegründet wurde die Stadt 1909. Dazu gekommen war es durch die Caddo River Lumber Company, die 1907 ein großes Walzwerk auf dem heutigen Stadtareal errichtete. Schnell siedelten sich an der Bahnstrecke sowie um das Bahnbetriebswerk weitere Unternehmen an, weitere Walzwerke wurden errichtet. Folglich legten die beiden Geschäftsmänner Curt Hays und Will Fagan den neuen Gemeindeort Glenwood an.
Einige Jahre später errichtete auch die Memphis, Dallas & Gulf Railroad eine neue Bahnstrecke zwischen Glenwood und Hot Springs. Dadurch wurde die Stadt zu einer wichtigen Kreuzung im Bahnverkehr sowie eines der Zentren der Bauholzindustrie südlich der Ouachita Mountains. Die Stadt wuchs rapide, als die A. L. Clark Lumber Company eine eigene Wohnstadt für ihre Beschäftigten errichtete. 1922 kaufte die Caddo River Lumber Company dieses Unternehmen samt der Wohnanlage auf. Als 1936 ein verheerendes Feuer den größten Teil dieses Fabrikkomplexes zerstörte, beschloss das Unternehmen, sich in Oregon niederzulassen. Diese Entscheidung betraf auch viele ansässige Familien, die die Stadt verließen.
1942 wurde ein neues, Mangan verarbeitendes Unternehmen im Westen der Stadt gegründet. Begünstigt durch knappe Quecksilber-Vorräte im Zweiten Weltkrieg erlebte die Stadt ihren zweiten Aufschwung. In den 1970er Jahren errichtete die Curt Bean Lumber Company, einer der größten unabhängigen Bauholzproduzenten der Vereinigten Staaten, ein Walzwerk in der Stadt. 1994 wurde der Golfclub Glenwood Golf Club & Lodge gegründet.

## Demographie
Die Volkszählung 2000 ergab eine Einwohnerzahl von 1751, die sich auf 696 Haushalte und 446 Familien verteilten. Dies entsprach einer Bevölkerungsdichte von etwa 243 Menschen pro Quadratkilometer. 88,2 % der Bevölkerung waren Weiße, 11,3 % Hispanics oder Lateinamerikaner, jeweils 1 % Farbige und Indianer und 0,2 % Asiaten. 8,8 % hatten eine andere Ethnizität, 0,8 % hatten zwei oder mehr Ethinzitäten. Das Durchschnittsalter lag bei 41 Jahren, das Pro-Kopf-Einkommen bei knapp über 14.000 US-Dollar.
Die Volkszählung 2010 ergab einen Anstieg der Bevölkerungszahl auf 2228.
Das U.S. Census Bureau hat bei der Volkszählung 2020 eine Einwohnerzahl von 2068 ermittelt.

## Sehenswertes
In der Region ist Glenwood bekannt und beliebt für die Schönheit seiner Natur. Vor allem der Caddo River sowie die nahegelegenen Seen Lake Greeson, Lake DeGray und Lake Ouachita ziehen viele Menschen an. Darüber hinaus befindet sich wenige Kilometer entfernt der Campingplatz Albert Pike.
Ein wenig weiter entfernt von Glenwood befindet sich der Crater of Diamonds State Park, ein Naturdenkmal mit der achtgrößten Diamantenmine der Welt. Auch der Mount Ida ist mit dem Auto schnell zu erreichen.

## Persönlichkeiten
Clark Duke (* 1985), unter anderem aus Kick-Ass bekannter Schauspieler, wurde in Glenwood geboren.